# Libres d'obéir
Libres d'obéir (sous-titré Le Management, du nazisme à aujourd'hui) est un ouvrage de Johann Chapoutot, historien spécialiste d'histoire contemporaine et du nazisme.

## Résumé

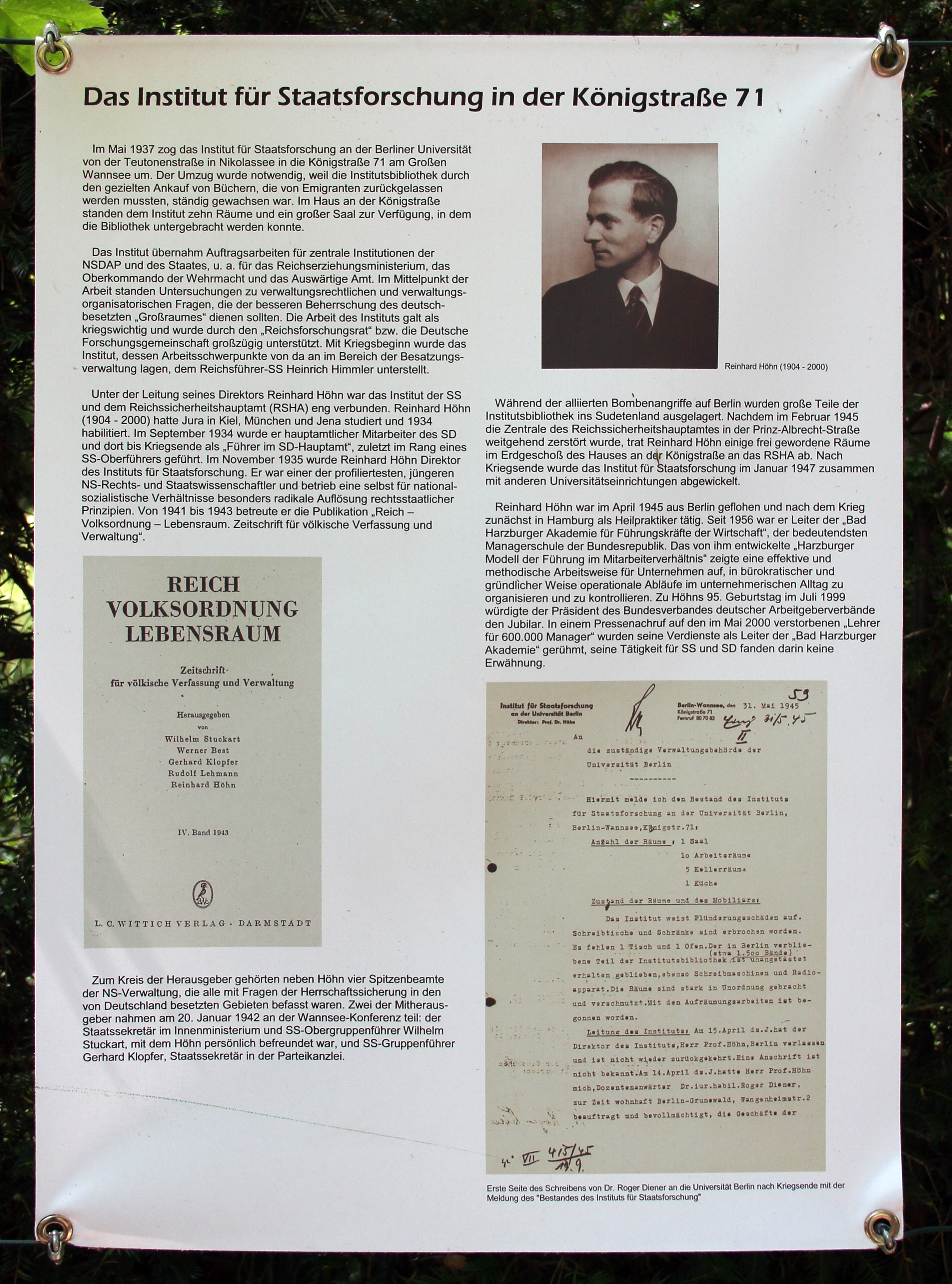
Notice biographique sur Reinhard Höhn dénonçant son passé nazi devant lInstitut für Staatsforschung à Berlin-Wannsee

Dans cette étude, Johann Chapoutot interroge l’essence du management et en explore la généalogie. L’Europe conquise, il fallait l’administrer. Face à cette nécessité de gérer un immense territoire avec une pénurie de ressources humaines, le IIIe Reich entreprit de transformer son administration. Le principe central de cette réorganisation fut la délégation des pouvoirs et la responsabilisation des cadres ; le modèle, l’armée prussienne. Après-guerre, les mêmes hommes appliquèrent le même système aux entreprises, avec succès : ils avaient créé les conditions du miracle économique ouest-allemand.
Cet essai est centré sur la personnalité de Reinhard Höhn, juriste et membre influent du parti nazi. À partir de cette étude de cas, Chapoutot souligne la continuité intellectuelle entre le penseur politique nazi d'avant 1945 et le théoricien du management et fondateur de l'Académie des cadres de Bad-Harzburg Akademie für Führungskräfte der Wirtschaft Bad Harzburg (de) dans l'Allemagne libérale d'après 1945. Sans assimiler le management à une entreprise criminelle, l'auteur montre comment l'organisation du IIIe Reich s'inscrit dans notre modernité.

## Réception critique
Marcel Guenoun qui regrette que Johann Chapoutot « ne tienne pas compte des nombreux travaux socio-historiques sur le développement des idées managériales publiques en Allemagne », consteste que l'Allemagne nazie et notamment Reinhard Höhn ait été le précurseur de la Nouvelle gestion publique (New Public Management). Sur ces sujets, l’ouvrage contient, selon Marcel Guenoun, de nombreuses approximations et ses assertions « sont en opposition parfois frontale avec les travaux disponibles en sciences administratives et en gestion publique ». Marcel Guenoun soutient qu’« en théorie comme en en pratique, les agences contemporaines ne viennent pas d’Allemagne, mais du monde anglo-saxon, via la théorie économique des coûts de transaction et de l’agence ».